# Marcus Antistius Labeo
Marcus Antistius Labeo, död 10 eller 11 e. kr., var en romersk jurist på kejsar Augustus tid.
Labeo var skapare av en rad viktiga juridiska begrepp som bedrägeri, ursäktligt misstag, tillbehör med mera. Han var också sannolikt den som införde skillnaden mellan obligationsrätt och övriga juridiska områden som sak- och familjerätt.